# Adolf Schnierle
Adolf Schnierle (* ?; † 1994) war ein deutscher Architekt.

## Werdegang
Adolf Schnierle studierte Architektur. 1951 heiratete er Helga Schnierle und gründete 1953 mit seiner Frau ein Architekturbüro in München-Obermenzing.
Er war Mitglied des Bund Deutscher Architekten.
Der Nachlass von Adolf und Helga Schnierle liegt im Architekturmuseum der Technischen Universität München.

## Bauwerke
Als Partner von Adolf und Helga Schnierle:
Die von ihnen erbaute Schule am Harthof in München war die erste vom Typus einer Hallenschule in Bayern.
- 1953–1954: Kindergarten und Kinderhort am Harthof, Am Hart
- 1953–1955, 1958–1959: Schule am Harthof (heute: Balthasar-Neumann-Realschule, erste Hallenschule in Bayern)[3][4]
- 1962–1963: Haus, Obermenzing[5]
- 1957–1959: Erasmus-Grasser-Gymnasium und Ludwigsgymnasium, München-Sendling-Westpark mit Fred Angerer
- 1967–1968: St. Johannes Evangelist, München[6][7][8]
- 1971–1973: Wohnanlage, Karlsfeld (verändert)[9]
- 1973–1976: Bundesmonopolverwaltung für Branntwein, München-Berg am Laim mit Finanzbauamt München
- 1974–1976: St. Johann Baptist, Ismaning[10]
- 1977–1978: Heilige Dreifaltigkeit, Schwanstetten[11]
- 1973–1983: Restaurierung Schloss Blutenburg zur Internationalen Jugendbibliothek[12]
- 1983–1985: St. Rita, Bogenhausen
- 1993: St. Stephan und St. Martin, Putzbrunn[13]

## Ehrungen und Preise
- 1973: BDA-Preis Bayern für Wohnanlage, Karlsfeld[14]
- 1984: Jella-Lepman-Ehrenring für die Internationale Jugendbibliothek im Schloss Blutenburg

Folgende Bauwerke sind Baudenkmäler und sind im Bayerischen Landesamt für Denkmalpflege eingetragen:
- Kindergarten am Harthof ist Baudenkmal von Hart
- Schule am Harthof ist Baudenkmal von Hart
- Erasmus-Grasser-Gymnasium und Ludwigsgymnasium sind Baudenkmäler von Sendling-Westpark[15]
- Bundesmonopolverwaltung für Branntwein, München-Berg am Laim ist Baudenkmal von Berg am Laim[16]
- St. Johann Baptist ist Baudenkmal von Ismaning[17]